# Slag van Torvioll
De Slag van Torvioll, ook bekend als de Slag van Valikardi en de Slag van het Lage Dibra, was een veldslag op 29 juni 1444 in Albanië. Er waren zo'n 55.000 manschappen bij betrokken.
Het Albanese leger onder leiding van Skanderbeg versloeg het Ottomaanse leger van Ali Pasja in 4 uur tijd. Het is een van de snelst gewonnen slagen in de wereld.
Slagen van Arianit (voor Skanderbeg) · Slag van Torvioll · Eerste Slag van Mokra · Slag van Otonetë · Albanees-Venetiaanse Oorlog · Eerste Slag van Oranik · Beleg van Svetigrad · Eerste Beleg van Krujë · Slag van Modrica · Eerste Slag van Meçad · Eerste Slag van Pollog · Beleg van Berat · Tweede Slag van Oranik · Slag van Ujëbardha · Italiaanse expeditie · Eerste Slag van Mokra · Macedonië-veldtocht (Tweede Slag van Mokra, Tweede Slag van Pollog, Slag van Livad) · Slag van Ohrid · Eerste Slag van Vajkal · Derde Slag van Oranik · Ballaban's veldtocht (Tweede Slag van Vajkal, Slag van Kashari) · Slag van Kumaniv · Tweede Beleg van Krujë · Derde Beleg van Krujë · Vierde Beleg van Krujë (na de dood van Skanderbeg)